# Олена Зеленска
Олена Володимиривна Зеленска (рођена Кијашко; укр. Олена Володимирівна Зеленська (Кіяшко); Криви Рог, 6. фебруар 1978) украјинска је сценаристкиња, која је и прва дама Украјине као супруга председника Владимира Зеленског. У децембру 2019. године, Зеленска је уврштена на листу 100 најутицајнијих Украјинаца магазина Фокус, заузевши 30. место.

## Биографија
Олена Кијашко је рођена у Кривом Рогу 6. фебруара 1978. године. Зеленска је студирала архитектуру на Грађевинском факултету Националног универзитета Криви Рог. Постала је писац за ТВ Квартал 95.

## Прва дама Украјине
Зеленска је 20. маја 2019. постала прва дама Украјине. Дана 18. новембра појавила се на насловној страни децембарског издања украјинског издања Vogue-а. У интервјуу за магазин говорила је о својој првој иницијативи - реформи исхране у украјинским школама.
На иницијативу Олене Зеленске, реформа система школске исхране почела је новим школском јеловником који је развио шеф кухиње Јевген Клопотенко из CultFood-а. Реформа је сложен програм: од побољшања квалитета, исхране хране и безбедности хране до обезбеђивања ресурса школама. Ажурирани школски мени има 160 ставки: укључује и традиционална украјинска јела и популарна јела из различитих кухиња света. Кабинет министара Украјине одобрио је нове стандарде за храну, који су ступили на снагу 1. септембра 2021. године.
У децембру 2019. године, током говора на трећем Украјинском женском конгресу, Зеленска је иницирала приступање Украјине међународној иницијативи Г7 о родној равноправности, Бијариц партнерству која је финализована у септембру 2020. године. Зеленска је говорила на 4. и 5. украјинском женском конгресу, платформи која окупља украјинске и међународне јавне личности, политичаре, владине званичнике, стручњаке и лидере јавног мњења за једнака права жена и мушкараца.
Володимир Зеленски је 13. јануара 2020. године укључио Олену у управни одбор Уметничког арсенала, на челу са министром културе Володимиром Бородијанским.

У јуну 2020. године Олена Зеленска је покренула иницијативу за ширење украјинског језика у свету и увођење аудио водича на украјинском језику на најпознатијим местима, посебно - у највећим музејима на свету. Као део иницијативе, 11 аудио водича на украјинском језику покренуто је 2020. године у музејима у Азербејџану, Аустрији, Италији, Летонији, Турској, и Црној Гори, као и на две аутобуске линије Литваније. 2021. године, као део иницијативе Зеленске, покренути су аудио водичи на украјинском језику у музеју Маунт Вернон (дом Џорџа Вашингтона), Музеју лепих уметности Сан Франциска у Калифорнији, Версају, Саграда Фамилији, замку Фредериксборг, Хундертвасерхаусу, Галата кули, и Музеју анатолских цивилизација.
Зеленска је у мају 2020. покренула једини упитник о стварању друштва без баријера у партнерству са Министарством за дигиталну трансформацију и Министарством социјалне политике Украјине. У децембру 2020. године Министарство дигиталне трансформације и Програм Уједињених нација за развој у Украјини саопштили су да ће направити каталог услуга за угрожене групе у оквиру иницијативе Зеленске „Без баријера“.
Зеленска је покренула Кијевски самит првих дама и господе у августу 2021. са темом „Мека моћ у новој стварности“.
Након руске инвазије на Украјину 2022. године, Зеленска је описана као руска мета број два. Средином марта још је била у Украјини на непознатој локацији. Током рата, њени напори су били фокусирани на хуманитарну помоћ, посебно на евакуацију деце са сметњама у развоју кроз Пољску и увоз инкубатора у болнице у ратним зонама.

## Лични живот
Зеленска и њен будући супруг били су школски другови, али се нису познавали. Зеленски је једном рекао да је познавао многе њене другове из разреда, али не и саму Кијашку. Упознали су се много касније - када је Кијашко студирала на Грађевинском факултету Националног универзитета Криви Рог.
Веза између пара се постепено развијала - забављали су се осам година пре него што су се венчали 6. септембра 2003. године. Дана 15. јула 2004. године родила им се ћерка Александра. Дана 21. јануара 2013, Зеленска је родила њиховог сина Кирила.